# Giuseppe Molteni
Giuseppe Molteni (Milaan, 1800 - aldaar, 1867) was een Italiaanse kunstschilder.

## Biografie
Hij werd vanwege financiële redenen gedwongen om de Accademia di belle arti di Brera te verlaten en nam de restauratie van oude schilderijen op zich als pupil van Giuseppe Guizzardi in Bologna. Bij zijn terugkeer naar Milaan, werd hij al snel een van de meest gewilde restaurateurs, waaronder een consultant van het Louvre en het British Museum en de toonaangevende verzamelaars en kenners in Milaan en Europa als geheel. Hij wijdde zijn energie aan de schilderkunst en in 1828 begon hij een nieuw genre van de portretkunst die wordt gekenmerkt door de nauwgezette weergave van weelderige kostuums en decors, die een buitengewoon succes bewezen en hem in directe concurrentie bracht met Francesco Hayez. De periode waarin hij aan het hof verbleef in Wenen in 1837 om het portret van Ferdinand I te schilderen heeft geleid tot een appreciatie van Biedermeier schilderen en vriendschap met de schilder Friedrich von Amerling. Een overstap naar het genre-schilderen kwam in 1837 met scènes van het hedendaagse dagelijks leven, dat meteen een succes werd bij het publiek en critici. Regelmatig nam Molteni deel aan de Brera-tentoonstellingen maar verslapte in de jaren 1850 en hield ermee op toen hij werd benoemd tot conservator van de galerie van de academie in 1854 en stopte toen helemaal met schilderen.

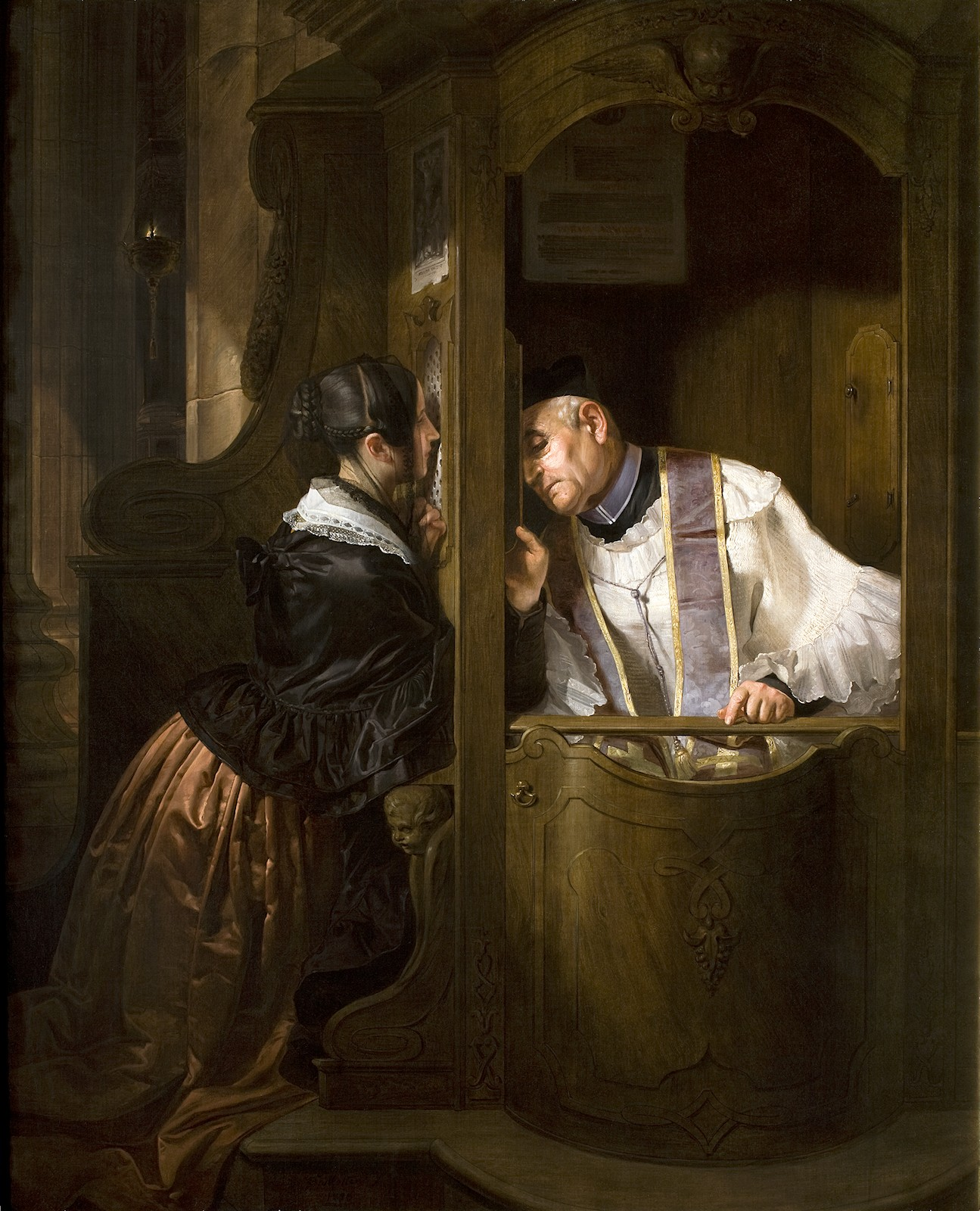
La confessione, 1838
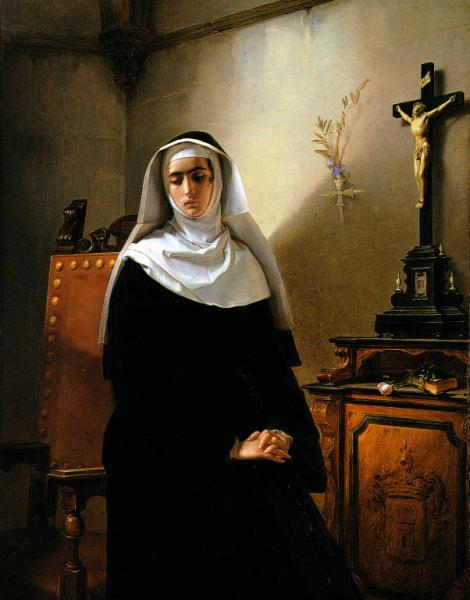
La signora di Monza
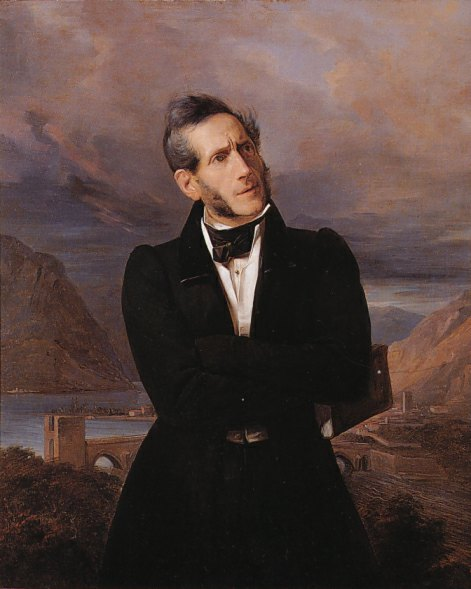
Alessandro Manzoni
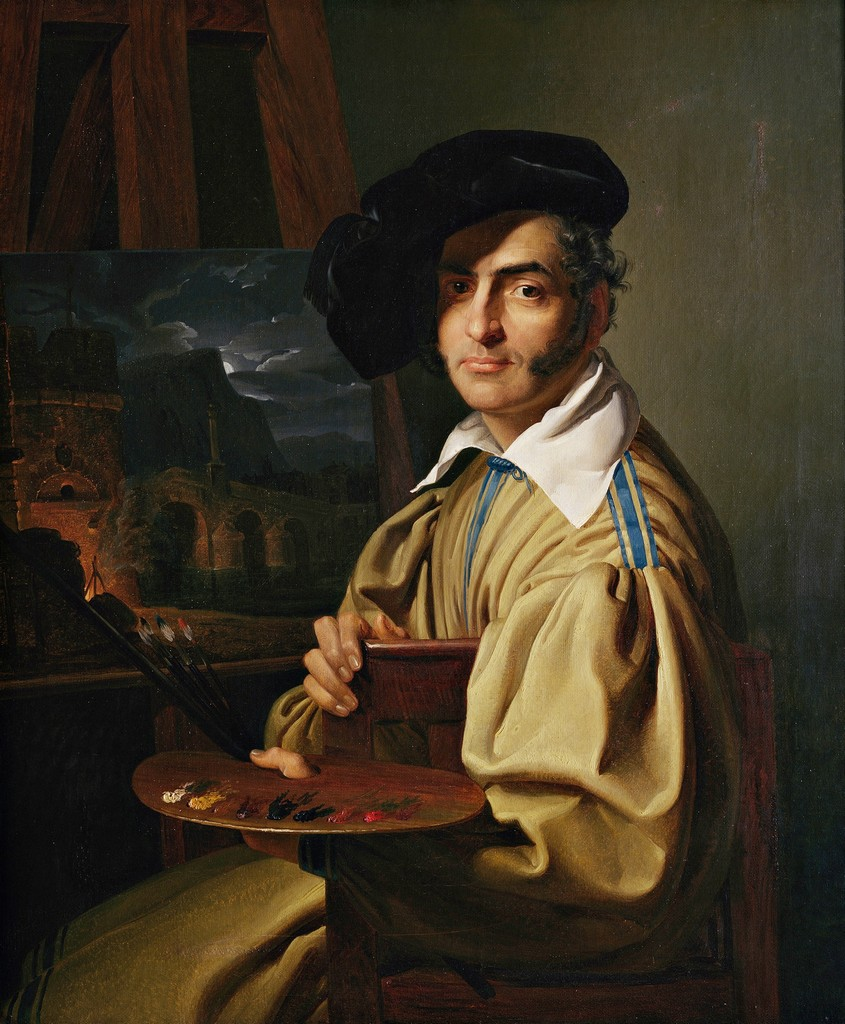
Giovanni Migliara

- Gemeinsame Normdatei: 121594939
- International Standard Name Identifier: 0000 0000 6682 0715
- Library of Congress Control Number: nr2001014059
- Nationale Bibliotheek van Tsjechië: mzk2016929189
- Nationale Bibliotheek van Polen: a0000002307286
- RKD-Nederlands Instituut voor Kunstgeschiedenis: 56778
- Istituto Centrale per il Catalogo Unico: MILV243688
- SNAC: w6dv1p18
- Système universitaire de documentation: 081371063
- Union List of Artist Names: 500086274
- Virtual International Authority File: 40238842
- WorldCat: E39PBJv8CtTvFxKK3QPC6vpVmd